# (35787) 1999 JY22
1999 JY22 (asteroide 35787) é um asteroide da cintura principal. Possui uma excentricidade de 0.05313260 e uma inclinação de 3.11963º.
Este asteroide foi descoberto no dia 10 de maio de 1999 por LINEAR em Socorro.